# Transistor d'un sol àtom

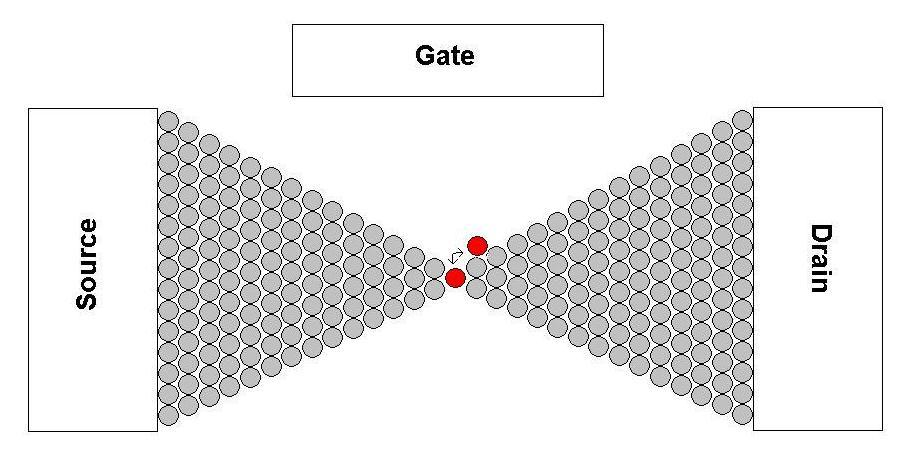
Transistor atòmic. Aquesta imatge mostra l'estructura d'un transistor atòmic.

Un transistor d'un sol àtom és un dispositiu que pot obrir i tancar un circuit elèctric mitjançant el reposicionament controlat i reversible d'un sol àtom. El transistor d'un sol àtom va ser inventat i demostrat per primera vegada l'any 2002 pel Dr. Fangqing Xie al grup del professor Thomas Schimmel a l'Institut de Tecnologia de Karlsruhe (antiga Universitat de Karlsruhe). Mitjançant una petita tensió elèctrica aplicada a un elèctrode de control, l'anomenat elèctrode de porta, un únic àtom de plata es mou de manera reversible dins i fora d'una petita unió, tancant i obrint d'aquesta manera un contacte elèctric.
Per tant, el transistor d'un sol àtom funciona com un interruptor atòmic o relé atòmic, on l'àtom commutable s'obre i tanca la bretxa entre dos minúsculs elèctrodes anomenats font i drenatge. El transistor d'un sol àtom obre perspectives per al desenvolupament de futures lògiques a escala atòmica i electrònica quàntica.
Al mateix temps, el dispositiu de l'equip d'investigadors de Karlsruhe marca el límit inferior de la miniaturització, ja que les mides de les característiques inferiors a un àtom no es poden produir litogràficament. El dispositiu representa un transistor quàntic, la conductància del canal font-drenatge està definida per les regles de la mecànica quàntica. Es pot operar a temperatura ambient i en condicions ambientals, és a dir, no cal ni refrigeració ni buit.
S'han desenvolupat pocs transistors àtoms a la Universitat de Waseda i al CNR italià per Takahiro Shinada i Enrico Prati, que van observar la transició Anderson-Mott.  en miniatura utilitzant matrius de només dos, quatre i sis àtoms As o P implantats individualment.